# Volta a Suïssa 2019
La Volta a Suïssa 2019 fou la 83a edició de la Volta a Suïssa, una competició ciclista per etapes que es disputà per les carreteres de Suïssa entre el 15 i el 23 de juny de 2019. El seu recorregut fou de 1.172,7 km distribuïts en 9 etapes, amb inici a Langnau im Emmental, amb una contrarellotge individual, i final a Goms. La cursa formava part de l'UCI World Tour 2019.
El vencedor final fou el colombià Egan Bernal (Team Ineos), que fou acompanyat al podi per Rohan Dennis (Bahrain-Merida) i Patrick Konrad (Bora-Hansgrohe), segon i tercer respectivament. En les classificacions secundàries, Peter Sagan (Bora-Hansgrohe) guanyà la classificació per punts, Hugh Carthy (EF Education First Pro Cycling) la de la muntanya, Egan Bernal la dels joves i el Movistar Team fou el millor equip.

## Equips participants
En la Volta a Suïssa, en tant, que prova World Tour, hi participen els 18 equips World Tour. A banda, l'organització va convidar a dos equips continentals professionals i la selecció nacional suïssa.
| WorldTeams (18)- AG2R La Mondiale - Astana - Bahrain-Merida - EF Education First - Dimension Data - Movistar Team - Mitchelton-Scott - Lotto Soudal - Groupama-FDJ - Bora-hansgrohe - Deceuninck-Quick Step - CCC Team - UAE Team Emirates - Trek-Segafredo - Team Sunweb - Ineos - Katusha-Alpecin - Team Jumbo-Visma Equips continentals professionals (2)- Total Direct Énergie - Rally UHC Cycling Equip nacional- Suïssa |
| |

## Etapes
| Etapa    | Data       | Ciutats d'etapa                           | type                      | Distància (km) | Vencedor de l'etapa   | Líder de la general |
| -------- | ---------- | ----------------------------------------- | ------------------------- | -------------- | --------------------- | ------------------- |
| 1a etapa | 15 de juny | Langnau im Emmental – Langnau im Emmental | contrarellotge individual | 9,5            | Rohan Dennis          | Rohan Dennis        |
| 2a etapa | 16 de juny | Langnau im Emmental – Langnau im Emmental | etapa de mitja muntanya   | 159,6          | Luis León Sánchez Gil | Kasper Asgreen      |
| 3a etapa | 17 de juny | Wünnewil-Flamatt – Murten                 | etapa accidentada         | 162,3          | Peter Sagan           | Peter Sagan         |
| 4a etapa | 18 de juny | Murten – Arlesheim                        | etapa de mitja muntanya   | 163,9          | Elia Viviani          | Peter Sagan         |
| 5a etapa | 19 de juny | Münchenstein – Einsiedeln                 | etapa de mitja muntanya   | 177            | Elia Viviani          | Peter Sagan         |
| 6a etapa | 20 de juny | Einsiedeln – Flumserberg                  | etapa de mitja muntanya   | 120,2          | Antwan Tolhoek        | Egan Bernal Gómez   |
| 7a etapa | 21 de juny | Quarten – Pas del Sant Gotard             | etapa de muntanya         | 216,6          | Egan Bernal Gómez     | Egan Bernal Gómez   |
| 8a etapa | 22 de juny | Goms – Goms                               | contrarellotge individual | 19,2           | Yves Lampaert         | Egan Bernal Gómez   |
| 9a etapa | 23 de juny | Goms – Goms                               | etapa de muntanya         | 101,5          | Hugh Carthy           | Egan Bernal Gómez   |

### 1a etapa
| \| Classificació de l'etapa \| Classificació de l'etapa \| Classificació de l'etapa \| Classificació de l'etapa \| Classificació de l'etapa \| \| Corredor \| Corredor \| Equip \| Temps \| \| \| ------------------------ \| ------------------------ \| ------------------------ \| ------------------------ \| ------------------------ \| \| 1r \| Rohan Dennis \| Bahrain-Merida \| 10' 50" \| \| \| 2n \| Maciej Bodnar \| Bora-Hansgrohe \| + 0" \| \| \| 3r \| Michael Matthews \| Team Sunweb \| + 1" \| \| \| 4t \| Søren Kragh Andersen \| Team Sunweb \| + 2" \| \| \| 5è \| Kasper Asgreen \| Deceuninck-Quick Step \| + 2" \| \| \| 6è \| Lawson Craddock \| EF Education First \| + 5" \| \| \| 7è \| Peter Sagan \| Bora-Hansgrohe \| + 7" \| \| \| 8è \| Patrick Bevin \| CCC Team \| + 8" \| \| \| 9è \| Stefan Küng \| Groupama-FDJ \| + 9" \| \| \| 10è \| Thomas Scully \| EF Education First \| + 11" \| \| |                      |                       |         |
| |                      |                       |         |
| Font: ProCyclingStats |                      |                       |         |
| Classificació de l'etapa |                      |                       |         |
| Corredor | Corredor             | Equip                 | Temps   |
| 1r | Rohan Dennis         | Bahrain-Merida        | 10' 50" |
| 2n | Maciej Bodnar        | Bora-Hansgrohe        | + 0"    |
| 3r | Michael Matthews     | Team Sunweb           | + 1"    |
| 4t | Søren Kragh Andersen | Team Sunweb           | + 2"    |
| 5è | Kasper Asgreen       | Deceuninck-Quick Step | + 2"    |
| 6è | Lawson Craddock      | EF Education First    | + 5"    |
| 7è | Peter Sagan          | Bora-Hansgrohe        | + 7"    |
| 8è | Patrick Bevin        | CCC Team              | + 8"    |
| 9è | Stefan Küng          | Groupama-FDJ          | + 9"    |
| 10è | Thomas Scully        | EF Education First    | + 11"   |

| \| Classificació general \| Classificació general \| Classificació general \| Classificació general \| Classificació general \| \| Corredor \| Corredor \| Equip \| Temps \| \| \| --------------------- \| --------------------- \| --------------------- \| --------------------- \| --------------------- \| \| 1r \| Rohan Dennis \| Bahrain-Merida \| 10' 50" \| \| \| 2n \| Maciej Bodnar \| Bora-Hansgrohe \| + 0" \| \| \| 3r \| Michael Matthews \| Team Sunweb \| + 1" \| \| \| 4t \| Søren Kragh Andersen \| Team Sunweb \| + 2" \| \| \| 5è \| Kasper Asgreen \| Deceuninck-Quick Step \| + 2" \| \| \| 6è \| Lawson Craddock \| EF Education First \| + 5" \| \| \| 7è \| Peter Sagan \| Bora-Hansgrohe \| + 7" \| \| \| 8è \| Patrick Bevin \| CCC Team \| + 8" \| \| \| 9è \| Stefan Küng \| Groupama-FDJ \| + 9" \| \| \| 10è \| Thomas Scully \| EF Education First \| + 11" \| \| |                      |                       |         |
| |                      |                       |         |
| Font: ProCyclingStats |                      |                       |         |
| Classificació general |                      |                       |         |
| Corredor | Corredor             | Equip                 | Temps   |
| 1r | Rohan Dennis         | Bahrain-Merida        | 10' 50" |
| 2n | Maciej Bodnar        | Bora-Hansgrohe        | + 0"    |
| 3r | Michael Matthews     | Team Sunweb           | + 1"    |
| 4t | Søren Kragh Andersen | Team Sunweb           | + 2"    |
| 5è | Kasper Asgreen       | Deceuninck-Quick Step | + 2"    |
| 6è | Lawson Craddock      | EF Education First    | + 5"    |
| 7è | Peter Sagan          | Bora-Hansgrohe        | + 7"    |
| 8è | Patrick Bevin        | CCC Team              | + 8"    |
| 9è | Stefan Küng          | Groupama-FDJ          | + 9"    |
| 10è | Thomas Scully        | EF Education First    | + 11"   |

### 2a etapa
| \| Classificació de l'etapa \| Classificació de l'etapa \| Classificació de l'etapa \| Classificació de l'etapa \| Classificació de l'etapa \| \| Corredor \| Corredor \| Equip \| Temps \| \| \| ------------------------ \| ------------------------ \| ------------------------ \| ------------------------ \| ------------------------ \| \| 1r \| Luis León Sánchez Gil \| Astana \| 4h 01' 21" \| \| \| 2n \| Peter Sagan \| Bora-Hansgrohe \| + 6" \| \| \| 3r \| Matteo Trentin \| Mitchelton-Scott \| + 6" \| \| \| 4t \| Kasper Asgreen \| Deceuninck-Quick Step \| + 6" \| \| \| 5è \| Greg Van Avermaet \| CCC Team \| + 6" \| \| \| 6è \| Michael Matthews \| Team Sunweb \| + 6" \| \| \| 7è \| Omar Fraile Matarranz \| Astana \| + 6" \| \| \| 8è \| Sven Erik Bystrøm \| UAE Team Emirates \| + 6" \| \| \| 9è \| Nathan Haas \| Katusha-Alpecin \| + 6" \| \| \| 10è \| Ben Swift \| Team Ineos \| + 6" \| \| |                       |                       |            |
| |                       |                       |            |
| Font: ProCyclingStats |                       |                       |            |
| Classificació de l'etapa |                       |                       |            |
| Corredor | Corredor              | Equip                 | Temps      |
| 1r | Luis León Sánchez Gil | Astana                | 4h 01' 21" |
| 2n | Peter Sagan           | Bora-Hansgrohe        | + 6"       |
| 3r | Matteo Trentin        | Mitchelton-Scott      | + 6"       |
| 4t | Kasper Asgreen        | Deceuninck-Quick Step | + 6"       |
| 5è | Greg Van Avermaet     | CCC Team              | + 6"       |
| 6è | Michael Matthews      | Team Sunweb           | + 6"       |
| 7è | Omar Fraile Matarranz | Astana                | + 6"       |
| 8è | Sven Erik Bystrøm     | UAE Team Emirates     | + 6"       |
| 9è | Nathan Haas           | Katusha-Alpecin       | + 6"       |
| 10è | Ben Swift             | Team Ineos            | + 6"       |

| \| Classificació general \| Classificació general \| Classificació general \| Classificació general \| Classificació general \| \| Corredor \| Corredor \| Equip \| Temps \| \| \| --------------------- \| ---------------------------- \| --------------------- \| --------------------- \| --------------------- \| \| 1r \| Kasper Asgreen \| Deceuninck-Quick Step \| 4h 12' 16" \| \| \| 2n \| Peter Sagan \| Bora-Hansgrohe \| + 0" \| \| \| 3r \| Rohan Dennis \| Bahrain-Merida \| + 1" \| \| \| 4t \| Michael Matthews \| Team Sunweb \| + 1" \| \| \| 5è \| Lawson Craddock \| EF Education First \| + 6" \| \| \| 6è \| Stefan Küng \| Groupama-FDJ \| + 10" \| \| \| 7è \| Matteo Trentin \| Mitchelton-Scott \| + 17" \| \| \| 8è \| Geraint Thomas \| Team Ineos \| + 18" \| \| \| 9è \| Jonathan Castroviejo Nicolás \| Team Ineos \| + 19" \| \| \| 10è \| Yves Lampaert \| Deceuninck-Quick Step \| + 19" \| \| |                              |                       |            |
| |                              |                       |            |
| Font: ProCyclingStats |                              |                       |            |
| Classificació general |                              |                       |            |
| Corredor | Corredor                     | Equip                 | Temps      |
| 1r | Kasper Asgreen               | Deceuninck-Quick Step | 4h 12' 16" |
| 2n | Peter Sagan                  | Bora-Hansgrohe        | + 0"       |
| 3r | Rohan Dennis                 | Bahrain-Merida        | + 1"       |
| 4t | Michael Matthews             | Team Sunweb           | + 1"       |
| 5è | Lawson Craddock              | EF Education First    | + 6"       |
| 6è | Stefan Küng                  | Groupama-FDJ          | + 10"      |
| 7è | Matteo Trentin               | Mitchelton-Scott      | + 17"      |
| 8è | Geraint Thomas               | Team Ineos            | + 18"      |
| 9è | Jonathan Castroviejo Nicolás | Team Ineos            | + 19"      |
| 10è | Yves Lampaert                | Deceuninck-Quick Step | + 19"      |

### 3a etapa
| \| Classificació de l'etapa \| Classificació de l'etapa \| Classificació de l'etapa \| Classificació de l'etapa \| Classificació de l'etapa \| \| Corredor \| Corredor \| Equip \| Temps \| \| \| ------------------------ \| --------------------------- \| ------------------------ \| ------------------------ \| ------------------------ \| \| 1r \| Peter Sagan \| Bora-Hansgrohe \| 3h 39' 25" \| \| \| 2n \| Elia Viviani \| Deceuninck-Quick Step \| + 0" \| \| \| 3r \| John Degenkolb \| Trek-Segafredo \| + 0" \| \| \| 4t \| Iván García Cortina \| Bahrain-Merida \| + 0" \| \| \| 5è \| Ben Swift \| Team Ineos \| + 0" \| \| \| 6è \| Michael Matthews \| Team Sunweb \| + 0" \| \| \| 7è \| Reinardt Janse van Rensburg \| Dimension Data \| + 0" \| \| \| 8è \| Fabian Lienhard \| Suïssa \| + 0" \| \| \| 9è \| Thomas Boudat \| Total Direct Énergie \| + 0" \| \| \| 10è \| Daniel Hoelgaard \| Groupama-FDJ \| + 0" \| \| |                             |                       |            |
| |                             |                       |            |
| Font: ProCyclingStats |                             |                       |            |
| Classificació de l'etapa |                             |                       |            |
| Corredor | Corredor                    | Equip                 | Temps      |
| 1r | Peter Sagan                 | Bora-Hansgrohe        | 3h 39' 25" |
| 2n | Elia Viviani                | Deceuninck-Quick Step | + 0"       |
| 3r | John Degenkolb              | Trek-Segafredo        | + 0"       |
| 4t | Iván García Cortina         | Bahrain-Merida        | + 0"       |
| 5è | Ben Swift                   | Team Ineos            | + 0"       |
| 6è | Michael Matthews            | Team Sunweb           | + 0"       |
| 7è | Reinardt Janse van Rensburg | Dimension Data        | + 0"       |
| 8è | Fabian Lienhard             | Suïssa                | + 0"       |
| 9è | Thomas Boudat               | Total Direct Énergie  | + 0"       |
| 10è | Daniel Hoelgaard            | Groupama-FDJ          | + 0"       |

| \| Classificació general \| Classificació general \| Classificació general \| Classificació general \| Classificació general \| \| Corredor \| Corredor \| Equip \| Temps \| \| \| --------------------- \| ---------------------------- \| --------------------- \| --------------------- \| --------------------- \| \| 1r \| Peter Sagan \| Bora-Hansgrohe \| 7h 51' 31" \| \| \| 2n \| Kasper Asgreen \| Deceuninck-Quick Step \| + 10" \| \| \| 3r \| Rohan Dennis \| Bahrain-Merida \| + 11" \| \| \| 4t \| Michael Matthews \| Team Sunweb \| + 11" \| \| \| 5è \| Lawson Craddock \| EF Education First \| + 16" \| \| \| 6è \| Stefan Küng \| Groupama-FDJ \| + 20" \| \| \| 7è \| Matteo Trentin \| Mitchelton-Scott \| + 27" \| \| \| 8è \| Geraint Thomas \| Team Ineos \| + 28" \| \| \| 9è \| Jonathan Castroviejo Nicolás \| Team Ineos \| + 29" \| \| \| 10è \| Luis León Sánchez Gil \| Astana \| + 29" \| \| |                              |                       |            |
| |                              |                       |            |
| Font: ProCyclingStats |                              |                       |            |
| Classificació general |                              |                       |            |
| Corredor | Corredor                     | Equip                 | Temps      |
| 1r | Peter Sagan                  | Bora-Hansgrohe        | 7h 51' 31" |
| 2n | Kasper Asgreen               | Deceuninck-Quick Step | + 10"      |
| 3r | Rohan Dennis                 | Bahrain-Merida        | + 11"      |
| 4t | Michael Matthews             | Team Sunweb           | + 11"      |
| 5è | Lawson Craddock              | EF Education First    | + 16"      |
| 6è | Stefan Küng                  | Groupama-FDJ          | + 20"      |
| 7è | Matteo Trentin               | Mitchelton-Scott      | + 27"      |
| 8è | Geraint Thomas               | Team Ineos            | + 28"      |
| 9è | Jonathan Castroviejo Nicolás | Team Ineos            | + 29"      |
| 10è | Luis León Sánchez Gil        | Astana                | + 29"      |

### 4a etapa
| \| Classificació de l'etapa \| Classificació de l'etapa \| Classificació de l'etapa \| Classificació de l'etapa \| Classificació de l'etapa \| \| Corredor \| Corredor \| Equip \| Temps \| \| \| ------------------------ \| --------------------------- \| ------------------------ \| ------------------------ \| ------------------------ \| \| 1r \| Elia Viviani \| Deceuninck-Quick Step \| 3h 46' 02" \| \| \| 2n \| Michael Matthews \| Team Sunweb \| + 0" \| \| \| 3r \| Peter Sagan \| Bora-Hansgrohe \| + 0" \| \| \| 4t \| Matteo Trentin \| Mitchelton-Scott \| + 0" \| \| \| 5è \| Jasper Stuyven \| Trek-Segafredo \| + 0" \| \| \| 6è \| Sep Vanmarcke \| EF Education First \| + 0" \| \| \| 7è \| Reinardt Janse van Rensburg \| Dimension Data \| + 0" \| \| \| 8è \| Iván García Cortina \| Bahrain-Merida \| + 0" \| \| \| 9è \| Stan Dewulf \| Lotto-Soudal \| + 0" \| \| \| 10è \| Fabian Lienhard \| Suïssa \| + 0" \| \| |                             |                       |            |
| |                             |                       |            |
| Font: ProCyclingStats |                             |                       |            |
| Classificació de l'etapa |                             |                       |            |
| Corredor | Corredor                    | Equip                 | Temps      |
| 1r | Elia Viviani                | Deceuninck-Quick Step | 3h 46' 02" |
| 2n | Michael Matthews            | Team Sunweb           | + 0"       |
| 3r | Peter Sagan                 | Bora-Hansgrohe        | + 0"       |
| 4t | Matteo Trentin              | Mitchelton-Scott      | + 0"       |
| 5è | Jasper Stuyven              | Trek-Segafredo        | + 0"       |
| 6è | Sep Vanmarcke               | EF Education First    | + 0"       |
| 7è | Reinardt Janse van Rensburg | Dimension Data        | + 0"       |
| 8è | Iván García Cortina         | Bahrain-Merida        | + 0"       |
| 9è | Stan Dewulf                 | Lotto-Soudal          | + 0"       |
| 10è | Fabian Lienhard             | Suïssa                | + 0"       |

| \| Classificació general \| Classificació general \| Classificació general \| Classificació general \| Classificació general \| \| Corredor \| Corredor \| Equip \| Temps \| \| \| --------------------- \| ---------------------------- \| --------------------- \| --------------------- \| --------------------- \| \| 1r \| Peter Sagan \| Bora-Hansgrohe \| 11h 37' 28" \| \| \| 2n \| Michael Matthews \| Team Sunweb \| + 10" \| \| \| 3r \| Kasper Asgreen \| Deceuninck-Quick Step \| + 15" \| \| \| 4t \| Rohan Dennis \| Bahrain-Merida \| + 16" \| \| \| 5è \| Lawson Craddock \| EF Education First \| + 21" \| \| \| 6è \| Stefan Küng \| Groupama-FDJ \| + 25" \| \| \| 7è \| Matteo Trentin \| Mitchelton-Scott \| + 32" \| \| \| 8è \| Patrick Konrad \| Bora-Hansgrohe \| + 34" \| \| \| 9è \| Jonathan Castroviejo Nicolás \| Team Ineos \| + 34" \| \| \| 10è \| Luis León Sánchez Gil \| Astana \| + 34" \| \| |                              |                       |             |
| |                              |                       |             |
| Font: ProCyclingStats |                              |                       |             |
| Classificació general |                              |                       |             |
| Corredor | Corredor                     | Equip                 | Temps       |
| 1r | Peter Sagan                  | Bora-Hansgrohe        | 11h 37' 28" |
| 2n | Michael Matthews             | Team Sunweb           | + 10"       |
| 3r | Kasper Asgreen               | Deceuninck-Quick Step | + 15"       |
| 4t | Rohan Dennis                 | Bahrain-Merida        | + 16"       |
| 5è | Lawson Craddock              | EF Education First    | + 21"       |
| 6è | Stefan Küng                  | Groupama-FDJ          | + 25"       |
| 7è | Matteo Trentin               | Mitchelton-Scott      | + 32"       |
| 8è | Patrick Konrad               | Bora-Hansgrohe        | + 34"       |
| 9è | Jonathan Castroviejo Nicolás | Team Ineos            | + 34"       |
| 10è | Luis León Sánchez Gil        | Astana                | + 34"       |

### 5a etapa
| \| Classificació de l'etapa \| Classificació de l'etapa \| Classificació de l'etapa \| Classificació de l'etapa \| Classificació de l'etapa \| \| Corredor \| Corredor \| Equip \| Temps \| \| \| ------------------------ \| --------------------------- \| ------------------------ \| ------------------------ \| ------------------------ \| \| 1r \| Elia Viviani \| Deceuninck-Quick Step \| 4h 18' 26" \| \| \| 2n \| Peter Sagan \| Bora-Hansgrohe \| + 0" \| \| \| 3r \| Jasper Stuyven \| Trek-Segafredo \| + 0" \| \| \| 4t \| Matteo Trentin \| Mitchelton-Scott \| + 0" \| \| \| 5è \| Michael Matthews \| Team Sunweb \| + 0" \| \| \| 6è \| Alexander Kristoff \| UAE Team Emirates \| + 0" \| \| \| 7è \| Fabian Lienhard \| Suïssa \| + 0" \| \| \| 8è \| Stan Dewulf \| Lotto-Soudal \| + 0" \| \| \| 9è \| Reinardt Janse van Rensburg \| Dimension Data \| + 0" \| \| \| 10è \| Patrick Bevin \| CCC Team \| + 0" \| \| |                             |                       |            |
| |                             |                       |            |
| Font: ProCyclingStats |                             |                       |            |
| Classificació de l'etapa |                             |                       |            |
| Corredor | Corredor                    | Equip                 | Temps      |
| 1r | Elia Viviani                | Deceuninck-Quick Step | 4h 18' 26" |
| 2n | Peter Sagan                 | Bora-Hansgrohe        | + 0"       |
| 3r | Jasper Stuyven              | Trek-Segafredo        | + 0"       |
| 4t | Matteo Trentin              | Mitchelton-Scott      | + 0"       |
| 5è | Michael Matthews            | Team Sunweb           | + 0"       |
| 6è | Alexander Kristoff          | UAE Team Emirates     | + 0"       |
| 7è | Fabian Lienhard             | Suïssa                | + 0"       |
| 8è | Stan Dewulf                 | Lotto-Soudal          | + 0"       |
| 9è | Reinardt Janse van Rensburg | Dimension Data        | + 0"       |
| 10è | Patrick Bevin               | CCC Team              | + 0"       |

| \| Classificació general \| Classificació general \| Classificació general \| Classificació general \| Classificació general \| \| Corredor \| Corredor \| Equip \| Temps \| \| \| --------------------- \| --------------------- \| --------------------- \| --------------------- \| --------------------- \| \| 1r \| Peter Sagan \| Bora-Hansgrohe \| 15h 55' 48" \| \| \| 2n \| Michael Matthews \| Team Sunweb \| + 14" \| \| \| 3r \| Kasper Asgreen \| Deceuninck-Quick Step \| + 21" \| \| \| 4t \| Rohan Dennis \| Bahrain-Merida \| + 22" \| \| \| 5è \| Lawson Craddock \| EF Education First \| + 27" \| \| \| 6è \| Matteo Trentin \| Mitchelton-Scott \| + 38" \| \| \| 7è \| Patrick Konrad \| Bora-Hansgrohe \| + 39" \| \| \| 8è \| Luis León Sánchez Gil \| Astana \| + 40" \| \| \| 9è \| Winner Anacona Gómez \| Movistar Team \| + 40" \| \| \| 10è \| Fabio Felline \| Trek-Segafredo \| + 41" \| \| |                       |                       |             |
| |                       |                       |             |
| Font: ProCyclingStats |                       |                       |             |
| Classificació general |                       |                       |             |
| Corredor | Corredor              | Equip                 | Temps       |
| 1r | Peter Sagan           | Bora-Hansgrohe        | 15h 55' 48" |
| 2n | Michael Matthews      | Team Sunweb           | + 14"       |
| 3r | Kasper Asgreen        | Deceuninck-Quick Step | + 21"       |
| 4t | Rohan Dennis          | Bahrain-Merida        | + 22"       |
| 5è | Lawson Craddock       | EF Education First    | + 27"       |
| 6è | Matteo Trentin        | Mitchelton-Scott      | + 38"       |
| 7è | Patrick Konrad        | Bora-Hansgrohe        | + 39"       |
| 8è | Luis León Sánchez Gil | Astana                | + 40"       |
| 9è | Winner Anacona Gómez  | Movistar Team         | + 40"       |
| 10è | Fabio Felline         | Trek-Segafredo        | + 41"       |

### 6a etapa
| \| Classificació de l'etapa \| Classificació de l'etapa \| Classificació de l'etapa \| Classificació de l'etapa \| Classificació de l'etapa \| \| Corredor \| Corredor \| Equip \| Temps \| \| \| ------------------------ \| -------------------------- \| ------------------------ \| ------------------------ \| ------------------------ \| \| 1r \| Antwan Tolhoek \| Team Jumbo-Visma \| 2h 43' 35" \| \| \| 2n \| Egan Bernal Gómez \| Team Ineos \| + 17" \| \| \| 3r \| François Bidard \| AG2R La Mondiale \| + 24" \| \| \| 4t \| Jan Hirt \| Astana \| + 29" \| \| \| 5è \| Domenico Pozzovivo \| Bahrain-Merida \| + 31" \| \| \| 6è \| Patrick Bevin \| CCC Team \| + 38" \| \| \| 7è \| Rui Alberto Faria da Costa \| UAE Team Emirates \| + 44" \| \| \| 8è \| Tiesj Benoot \| Lotto-Soudal \| + 44" \| \| \| 9è \| Patrick Schelling \| Suïssa \| + 46" \| \| \| 10è \| Patrick Konrad \| Bora-Hansgrohe \| + 46" \| \| |                            |                   |            |
| |                            |                   |            |
| Font: ProCyclingStats |                            |                   |            |
| Classificació de l'etapa |                            |                   |            |
| Corredor | Corredor                   | Equip             | Temps      |
| 1r | Antwan Tolhoek             | Team Jumbo-Visma  | 2h 43' 35" |
| 2n | Egan Bernal Gómez          | Team Ineos        | + 17"      |
| 3r | François Bidard            | AG2R La Mondiale  | + 24"      |
| 4t | Jan Hirt                   | Astana            | + 29"      |
| 5è | Domenico Pozzovivo         | Bahrain-Merida    | + 31"      |
| 6è | Patrick Bevin              | CCC Team          | + 38"      |
| 7è | Rui Alberto Faria da Costa | UAE Team Emirates | + 44"      |
| 8è | Tiesj Benoot               | Lotto-Soudal      | + 44"      |
| 9è | Patrick Schelling          | Suïssa            | + 46"      |
| 10è | Patrick Konrad             | Bora-Hansgrohe    | + 46"      |

| \| Classificació general \| Classificació general \| Classificació general \| Classificació general \| Classificació general \| \| Corredor \| Corredor \| Equip \| Temps \| \| \| --------------------- \| --------------------- \| --------------------- \| --------------------- \| --------------------- \| \| 1r \| Egan Bernal Gómez \| Team Ineos \| 18h 40' 18" \| \| \| 2n \| Rohan Dennis \| Bahrain-Merida \| + 12" \| \| \| 3r \| Patrick Konrad \| Bora-Hansgrohe \| + 29" \| \| \| 4t \| Jan Hirt \| Astana \| + 35" \| \| \| 5è \| Tiesj Benoot \| Lotto-Soudal \| + 35" \| \| \| 6è \| Marc Soler i Giménez \| Movistar Team \| + 41" \| \| \| 7è \| Domenico Pozzovivo \| Bahrain-Merida \| + 50" \| \| \| 8è \| François Bidard \| AG2R La Mondiale \| + 58" \| \| \| 9è \| Fabio Aru \| UAE Team Emirates \| + 1' 07" \| \| \| 10è \| Nicolas Roche \| Team Sunweb \| + 1' 07" \| \| |                      |                   |             |
| |                      |                   |             |
| Font: ProCyclingStats |                      |                   |             |
| Classificació general |                      |                   |             |
| Corredor | Corredor             | Equip             | Temps       |
| 1r | Egan Bernal Gómez    | Team Ineos        | 18h 40' 18" |
| 2n | Rohan Dennis         | Bahrain-Merida    | + 12"       |
| 3r | Patrick Konrad       | Bora-Hansgrohe    | + 29"       |
| 4t | Jan Hirt             | Astana            | + 35"       |
| 5è | Tiesj Benoot         | Lotto-Soudal      | + 35"       |
| 6è | Marc Soler i Giménez | Movistar Team     | + 41"       |
| 7è | Domenico Pozzovivo   | Bahrain-Merida    | + 50"       |
| 8è | François Bidard      | AG2R La Mondiale  | + 58"       |
| 9è | Fabio Aru            | UAE Team Emirates | + 1' 07"    |
| 10è | Nicolas Roche        | Team Sunweb       | + 1' 07"    |

### 7a etapa
| \| Classificació de l'etapa \| Classificació de l'etapa \| Classificació de l'etapa \| Classificació de l'etapa \| Classificació de l'etapa \| \| Corredor \| Corredor \| Equip \| Temps \| \| \| ------------------------ \| ------------------------ \| ------------------------ \| ------------------------ \| ------------------------ \| \| 1r \| Egan Bernal Gómez \| Team Ineos \| 5h 37' 40" \| \| \| 2n \| Domenico Pozzovivo \| Bahrain-Merida \| + 23" \| \| \| 3r \| Rohan Dennis \| Bahrain-Merida \| + 23" \| \| \| 4t \| Patrick Konrad \| Bora-Hansgrohe \| + 34" \| \| \| 5è \| Jan Hirt \| Astana \| + 34" \| \| \| 6è \| Tiesj Benoot \| Lotto-Soudal \| + 34" \| \| \| 7è \| Enric Mas Nicolau \| Deceuninck-Quick Step \| + 40" \| \| \| 8è \| Simon Špilak \| Katusha-Alpecin \| + 50" \| \| \| 9è \| Lennard Kämna \| Team Sunweb \| + 1' 03" \| \| \| 10è \| Fabio Aru \| UAE Team Emirates \| + 1' 03" \| \| |                    |                       |            |
| |                    |                       |            |
| Font: ProCyclingStats |                    |                       |            |
| Classificació de l'etapa |                    |                       |            |
| Corredor | Corredor           | Equip                 | Temps      |
| 1r | Egan Bernal Gómez  | Team Ineos            | 5h 37' 40" |
| 2n | Domenico Pozzovivo | Bahrain-Merida        | + 23"      |
| 3r | Rohan Dennis       | Bahrain-Merida        | + 23"      |
| 4t | Patrick Konrad     | Bora-Hansgrohe        | + 34"      |
| 5è | Jan Hirt           | Astana                | + 34"      |
| 6è | Tiesj Benoot       | Lotto-Soudal          | + 34"      |
| 7è | Enric Mas Nicolau  | Deceuninck-Quick Step | + 40"      |
| 8è | Simon Špilak       | Katusha-Alpecin       | + 50"      |
| 9è | Lennard Kämna      | Team Sunweb           | + 1' 03"   |
| 10è | Fabio Aru          | UAE Team Emirates     | + 1' 03"   |

| \| Classificació general \| Classificació general \| Classificació general \| Classificació general \| Classificació general \| \| Corredor \| Corredor \| Equip \| Temps \| \| \| --------------------- \| --------------------- \| --------------------- \| --------------------- \| --------------------- \| \| 1r \| Egan Bernal Gómez \| Team Ineos \| 24h 17' 48" \| \| \| 2n \| Rohan Dennis \| Bahrain-Merida \| + 41" \| \| \| 3r \| Patrick Konrad \| Bora-Hansgrohe \| + 1' 13" \| \| \| 4t \| Domenico Pozzovivo \| Bahrain-Merida \| + 1' 17" \| \| \| 5è \| Jan Hirt \| Astana \| + 1' 19" \| \| \| 6è \| Tiesj Benoot \| Lotto-Soudal \| + 1' 19" \| \| \| 7è \| Enric Mas Nicolau \| Deceuninck-Quick Step \| + 2' 07" \| \| \| 8è \| Fabio Aru \| UAE Team Emirates \| + 2' 20" \| \| \| 9è \| Nicolas Roche \| Team Sunweb \| + 2' 23" \| \| \| 10è \| Simon Špilak \| Katusha-Alpecin \| + 2' 26" \| \| |                    |                       |             |
| |                    |                       |             |
| Font: ProCyclingStats |                    |                       |             |
| Classificació general |                    |                       |             |
| Corredor | Corredor           | Equip                 | Temps       |
| 1r | Egan Bernal Gómez  | Team Ineos            | 24h 17' 48" |
| 2n | Rohan Dennis       | Bahrain-Merida        | + 41"       |
| 3r | Patrick Konrad     | Bora-Hansgrohe        | + 1' 13"    |
| 4t | Domenico Pozzovivo | Bahrain-Merida        | + 1' 17"    |
| 5è | Jan Hirt           | Astana                | + 1' 19"    |
| 6è | Tiesj Benoot       | Lotto-Soudal          | + 1' 19"    |
| 7è | Enric Mas Nicolau  | Deceuninck-Quick Step | + 2' 07"    |
| 8è | Fabio Aru          | UAE Team Emirates     | + 2' 20"    |
| 9è | Nicolas Roche      | Team Sunweb           | + 2' 23"    |
| 10è | Simon Špilak       | Katusha-Alpecin       | + 2' 26"    |

### 8a etapa
| \| Classificació de l'etapa \| Classificació de l'etapa \| Classificació de l'etapa \| Classificació de l'etapa \| Classificació de l'etapa \| \| Corredor \| Corredor \| Equip \| Temps \| \| \| ------------------------ \| ------------------------ \| ------------------------ \| ------------------------ \| ------------------------ \| \| 1r \| Yves Lampaert \| Deceuninck-Quick Step \| 21' 58" \| \| \| 2n \| Kasper Asgreen \| Deceuninck-Quick Step \| + 5" \| \| \| 3r \| Søren Kragh Andersen \| Team Sunweb \| + 10" \| \| \| 4t \| Thomas Scully \| EF Education First \| + 13" \| \| \| 5è \| Patrick Bevin \| CCC Team \| + 13" \| \| \| 6è \| Rohan Dennis \| Bahrain-Merida \| + 19" \| \| \| 7è \| Stefan Küng \| Groupama-FDJ \| + 20" \| \| \| 8è \| Benjamin Thomas \| Groupama-FDJ \| + 32" \| \| \| 9è \| Nikias Arndt \| Team Sunweb \| + 34" \| \| \| 10è \| Matteo Trentin \| Mitchelton-Scott \| + 36" \| \| |                      |                       |         |
| |                      |                       |         |
| Font: ProCyclingStats |                      |                       |         |
| Classificació de l'etapa |                      |                       |         |
| Corredor | Corredor             | Equip                 | Temps   |
| 1r | Yves Lampaert        | Deceuninck-Quick Step | 21' 58" |
| 2n | Kasper Asgreen       | Deceuninck-Quick Step | + 5"    |
| 3r | Søren Kragh Andersen | Team Sunweb           | + 10"   |
| 4t | Thomas Scully        | EF Education First    | + 13"   |
| 5è | Patrick Bevin        | CCC Team              | + 13"   |
| 6è | Rohan Dennis         | Bahrain-Merida        | + 19"   |
| 7è | Stefan Küng          | Groupama-FDJ          | + 20"   |
| 8è | Benjamin Thomas      | Groupama-FDJ          | + 32"   |
| 9è | Nikias Arndt         | Team Sunweb           | + 34"   |
| 10è | Matteo Trentin       | Mitchelton-Scott      | + 36"   |

| \| Classificació general \| Classificació general \| Classificació general \| Classificació general \| Classificació general \| \| Corredor \| Corredor \| Equip \| Temps \| \| \| --------------------- \| --------------------- \| --------------------- \| --------------------- \| --------------------- \| \| 1r \| Egan Bernal Gómez \| Team Ineos \| 24h 40' 24" \| \| \| 2n \| Rohan Dennis \| Bahrain-Merida \| + 22" \| \| \| 3r \| Patrick Konrad \| Bora-Hansgrohe \| + 1' 46" \| \| \| 4t \| Tiesj Benoot \| Lotto-Soudal \| + 1' 54" \| \| \| 5è \| Jan Hirt \| Astana \| + 1' 55" \| \| \| 6è \| Enric Mas Nicolau \| Deceuninck-Quick Step \| + 2' 43" \| \| \| 7è \| Simon Špilak \| Katusha-Alpecin \| + 2' 53" \| \| \| 8è \| Domenico Pozzovivo \| Bahrain-Merida \| + 2' 56" \| \| \| 9è \| Carlos Betancur Gómez \| Movistar Team \| + 3' 17" \| \| \| 10è \| Nicolas Roche \| Team Sunweb \| + 3' 17" \| \| |                       |                       |             |
| |                       |                       |             |
| Font: ProCyclingStats |                       |                       |             |
| Classificació general |                       |                       |             |
| Corredor | Corredor              | Equip                 | Temps       |
| 1r | Egan Bernal Gómez     | Team Ineos            | 24h 40' 24" |
| 2n | Rohan Dennis          | Bahrain-Merida        | + 22"       |
| 3r | Patrick Konrad        | Bora-Hansgrohe        | + 1' 46"    |
| 4t | Tiesj Benoot          | Lotto-Soudal          | + 1' 54"    |
| 5è | Jan Hirt              | Astana                | + 1' 55"    |
| 6è | Enric Mas Nicolau     | Deceuninck-Quick Step | + 2' 43"    |
| 7è | Simon Špilak          | Katusha-Alpecin       | + 2' 53"    |
| 8è | Domenico Pozzovivo    | Bahrain-Merida        | + 2' 56"    |
| 9è | Carlos Betancur Gómez | Movistar Team         | + 3' 17"    |
| 10è | Nicolas Roche         | Team Sunweb           | + 3' 17"    |

### 9a etapa
| \| Classificació de l'etapa \| Classificació de l'etapa \| Classificació de l'etapa \| Classificació de l'etapa \| Classificació de l'etapa \| \| Corredor \| Corredor \| Equip \| Temps \| \| \| ------------------------ \| ------------------------ \| ------------------------ \| ------------------------ \| ------------------------ \| \| 1r \| Hugh Carthy \| EF Education First \| 3h 01' 49" \| \| \| 2n \| Rohan Dennis \| Bahrain-Merida \| + 1' 02" \| \| \| 3r \| Egan Bernal Gómez \| Team Ineos \| + 1' 02" \| \| \| 4t \| Mathias Frank \| AG2R La Mondiale \| + 1' 52" \| \| \| 5è \| Simon Špilak \| Katusha-Alpecin \| + 1' 52" \| \| \| 6è \| Carlos Betancur Gómez \| Movistar Team \| + 2' 15" \| \| \| 7è \| Tiesj Benoot \| Lotto-Soudal \| + 2' 15" \| \| \| 8è \| Domenico Pozzovivo \| Bahrain-Merida \| + 2' 15" \| \| \| 9è \| Patrick Konrad \| Bora-Hansgrohe \| + 2' 15" \| \| \| 10è \| Jan Hirt \| Astana \| + 2' 15" \| \| |                       |                    |            |
| |                       |                    |            |
| Font: ProCyclingStats |                       |                    |            |
| Classificació de l'etapa |                       |                    |            |
| Corredor | Corredor              | Equip              | Temps      |
| 1r | Hugh Carthy           | EF Education First | 3h 01' 49" |
| 2n | Rohan Dennis          | Bahrain-Merida     | + 1' 02"   |
| 3r | Egan Bernal Gómez     | Team Ineos         | + 1' 02"   |
| 4t | Mathias Frank         | AG2R La Mondiale   | + 1' 52"   |
| 5è | Simon Špilak          | Katusha-Alpecin    | + 1' 52"   |
| 6è | Carlos Betancur Gómez | Movistar Team      | + 2' 15"   |
| 7è | Tiesj Benoot          | Lotto-Soudal       | + 2' 15"   |
| 8è | Domenico Pozzovivo    | Bahrain-Merida     | + 2' 15"   |
| 9è | Patrick Konrad        | Bora-Hansgrohe     | + 2' 15"   |
| 10è | Jan Hirt              | Astana             | + 2' 15"   |

## Classificacions finals

### Classificació general
| \| Classificació general \| Classificació general \| Classificació general \| Classificació general \| Classificació general \| \| Corredor \| Corredor \| Equip \| Temps \| \| \| --------------------- \| --------------------- \| --------------------- \| --------------------- \| --------------------- \| \| 1r \| Egan Bernal Gómez \| Team Ineos \| 27h 43' 10" \| \| \| 2n \| Rohan Dennis \| Bahrain-Merida \| + 19" \| \| \| 3r \| Patrick Konrad \| Bora-Hansgrohe \| + 3' 04" \| \| \| 4t \| Tiesj Benoot \| Lotto-Soudal \| + 3' 12" \| \| \| 5è \| Jan Hirt \| Astana \| + 3' 13" \| \| \| 6è \| Simon Špilak \| Katusha-Alpecin \| + 3' 48" \| \| \| 7è \| Domenico Pozzovivo \| Bahrain-Merida \| + 4' 14" \| \| \| 8è \| Carlos Betancur Gómez \| Movistar Team \| + 4' 35" \| \| \| 9è \| Enric Mas Nicolau \| Deceuninck-Quick Step \| + 4' 53" \| \| \| 10è \| Nicolas Roche \| Team Sunweb \| + 5' 27" \| \| |                       |                       |             |
| |                       |                       |             |
| Font: ProCyclingStats |                       |                       |             |
| Classificació general |                       |                       |             |
| Corredor | Corredor              | Equip                 | Temps       |
| 1r | Egan Bernal Gómez     | Team Ineos            | 27h 43' 10" |
| 2n | Rohan Dennis          | Bahrain-Merida        | + 19"       |
| 3r | Patrick Konrad        | Bora-Hansgrohe        | + 3' 04"    |
| 4t | Tiesj Benoot          | Lotto-Soudal          | + 3' 12"    |
| 5è | Jan Hirt              | Astana                | + 3' 13"    |
| 6è | Simon Špilak          | Katusha-Alpecin       | + 3' 48"    |
| 7è | Domenico Pozzovivo    | Bahrain-Merida        | + 4' 14"    |
| 8è | Carlos Betancur Gómez | Movistar Team         | + 4' 35"    |
| 9è | Enric Mas Nicolau     | Deceuninck-Quick Step | + 4' 53"    |
| 10è | Nicolas Roche         | Team Sunweb           | + 5' 27"    |

### Classificacions secundàries
| Classificació de la muntanya | Classificació de la muntanya | Classificació de la muntanya | Classificació de la muntanya | Classificació de la muntanya |
| Corredor                     | Corredor                     | Equip                        | Punts                        |                              |
| ---------------------------- | ---------------------------- | ---------------------------- | ---------------------------- | ---------------------------- |
| 1r                           | Hugh Carthy                  | EF Education First           | 60 pts                       |                              |
| 2n                           | Egan Bernal Gómez            | Team Ineos                   | 40 pts                       |                              |
| 3r                           | Rohan Dennis                 | Bahrain-Merida               | 33 pts                       |                              |
| 4t                           | Lennard Kämna                | Team Sunweb                  | 28 pts                       |                              |
| 5è                           | Claudio Imhof                | Suïssa                       | 25 pts                       |                              |
| 6è                           | Domenico Pozzovivo           | Bahrain-Merida               | 21 pts                       |                              |
| 7è                           | Gavin Mannion                | Rally UHC Cycling            | 19 pts                       |                              |
| 8è                           | Koen Bouwman                 | Team Jumbo-Visma             | 18 pts                       |                              |
| 9è                           | Mathias Frank                | AG2R La Mondiale             | 17 pts                       |                              |
| 10è                          | Simon Špilak                 | Katusha-Alpecin              | 15 pts                       |                              |

| Classificació de la muntanya | Classificació de la muntanya | Classificació de la muntanya | Classificació de la muntanya | Classificació de la muntanya |
| Corredor                     | Corredor                     | Equip                        | Punts                        |                              |
| ---------------------------- | ---------------------------- | ---------------------------- | ---------------------------- | ---------------------------- |
| 1r                           | Hugh Carthy                  | EF Education First           | 60 pts                       |                              |
| 2n                           | Egan Bernal Gómez            | Team Ineos                   | 40 pts                       |                              |
| 3r                           | Rohan Dennis                 | Bahrain-Merida               | 33 pts                       |                              |
| 4t                           | Lennard Kämna                | Team Sunweb                  | 28 pts                       |                              |
| 5è                           | Claudio Imhof                | Suïssa                       | 25 pts                       |                              |
| 6è                           | Domenico Pozzovivo           | Bahrain-Merida               | 21 pts                       |                              |
| 7è                           | Gavin Mannion                | Rally UHC Cycling            | 19 pts                       |                              |
| 8è                           | Koen Bouwman                 | Team Jumbo-Visma             | 18 pts                       |                              |
| 9è                           | Mathias Frank                | AG2R La Mondiale             | 17 pts                       |                              |
| 10è                          | Simon Špilak                 | Katusha-Alpecin              | 15 pts                       |                              |

| Classificació per punts | Classificació per punts | Classificació per punts | Classificació per punts | Classificació per punts |
| Corredor                | Corredor                | Equip                   | Punts                   |                         |
| ----------------------- | ----------------------- | ----------------------- | ----------------------- | ----------------------- |
| 1r                      | Peter Sagan             | Bora-Hansgrohe          | 37 pts                  |                         |
| 2n                      | Elia Viviani            | Deceuninck-Quick Step   | 32 pts                  |                         |
| 3r                      | Rohan Dennis            | Bahrain-Merida          | 28 pts                  |                         |
| 4t                      | Egan Bernal Gómez       | Team Ineos              | 27 pts                  |                         |
| 5è                      | Matteo Trentin          | Mitchelton-Scott        | 22 pts                  |                         |
| 6è                      | Hugh Carthy             | EF Education First      | 20 pts                  |                         |
| 7è                      | Kasper Asgreen          | Deceuninck-Quick Step   | 18 pts                  |                         |
| 8è                      | Luis León Sánchez Gil   | Astana                  | 12 pts                  |                         |
| 9è                      | Antwan Tolhoek          | Team Jumbo-Visma        | 12 pts                  |                         |
| 10è                     | Domenico Pozzovivo      | Bahrain-Merida          | 10 pts                  |                         |

| Classificació per punts | Classificació per punts | Classificació per punts | Classificació per punts | Classificació per punts |
| Corredor                | Corredor                | Equip                   | Punts                   |                         |
| ----------------------- | ----------------------- | ----------------------- | ----------------------- | ----------------------- |
| 1r                      | Peter Sagan             | Bora-Hansgrohe          | 37 pts                  |                         |
| 2n                      | Elia Viviani            | Deceuninck-Quick Step   | 32 pts                  |                         |
| 3r                      | Rohan Dennis            | Bahrain-Merida          | 28 pts                  |                         |
| 4t                      | Egan Bernal Gómez       | Team Ineos              | 27 pts                  |                         |
| 5è                      | Matteo Trentin          | Mitchelton-Scott        | 22 pts                  |                         |
| 6è                      | Hugh Carthy             | EF Education First      | 20 pts                  |                         |
| 7è                      | Kasper Asgreen          | Deceuninck-Quick Step   | 18 pts                  |                         |
| 8è                      | Luis León Sánchez Gil   | Astana                  | 12 pts                  |                         |
| 9è                      | Antwan Tolhoek          | Team Jumbo-Visma        | 12 pts                  |                         |
| 10è                     | Domenico Pozzovivo      | Bahrain-Merida          | 10 pts                  |                         |

| Classificació del millor jove | Classificació del millor jove | Classificació del millor jove | Classificació del millor jove | Classificació del millor jove |
| Corredor                      | Corredor                      | Equip                         | Temps                         |                               |
| ----------------------------- | ----------------------------- | ----------------------------- | ----------------------------- | ----------------------------- |
| 1r                            | Egan Bernal Gómez             | Team Ineos                    | 27h 43' 10"                   |                               |
| 2n                            | Tiesj Benoot                  | Lotto-Soudal                  | + 3' 12"                      |                               |
| 3r                            | Enric Mas Nicolau             | Deceuninck-Quick Step         | + 4' 53"                      |                               |
| 4t                            | Aurélien Paret-Peintre        | AG2R La Mondiale              | + 9' 39"                      |                               |
| 5è                            | Lennard Kämna                 | Team Sunweb                   | + 9' 42"                      |                               |
| 6è                            | Kilian Frankiny               | Groupama-FDJ                  | + 11' 03"                     |                               |
| 7è                            | Merhawi Kudus                 | Astana                        | + 18' 11"                     |                               |
| 8è                            | Matteo Fabbro                 | Katusha-Alpecin               | + 19' 53"                     |                               |
| 9è                            | Hugh Carthy                   | EF Education First            | + 20' 23"                     |                               |
| 10è                           | Gino Mäder                    | Dimension Data                | + 21' 35"                     |                               |

| Classificació del millor jove | Classificació del millor jove | Classificació del millor jove | Classificació del millor jove | Classificació del millor jove |
| Corredor                      | Corredor                      | Equip                         | Temps                         |                               |
| ----------------------------- | ----------------------------- | ----------------------------- | ----------------------------- | ----------------------------- |
| 1r                            | Egan Bernal Gómez             | Team Ineos                    | 27h 43' 10"                   |                               |
| 2n                            | Tiesj Benoot                  | Lotto-Soudal                  | + 3' 12"                      |                               |
| 3r                            | Enric Mas Nicolau             | Deceuninck-Quick Step         | + 4' 53"                      |                               |
| 4t                            | Aurélien Paret-Peintre        | AG2R La Mondiale              | + 9' 39"                      |                               |
| 5è                            | Lennard Kämna                 | Team Sunweb                   | + 9' 42"                      |                               |
| 6è                            | Kilian Frankiny               | Groupama-FDJ                  | + 11' 03"                     |                               |
| 7è                            | Merhawi Kudus                 | Astana                        | + 18' 11"                     |                               |
| 8è                            | Matteo Fabbro                 | Katusha-Alpecin               | + 19' 53"                     |                               |
| 9è                            | Hugh Carthy                   | EF Education First            | + 20' 23"                     |                               |
| 10è                           | Gino Mäder                    | Dimension Data                | + 21' 35"                     |                               |

| Classificació per equips | Classificació per equips | Classificació per equips | Classificació per equips |
| Equip                    | Equip                    | Temps                    |                          |
| ------------------------ | ------------------------ | ------------------------ | ------------------------ |
| 1r                       | Movistar Team            | 83h 32' 29"              |                          |
| 2n                       | Ineos                    | + 1' 47"                 |                          |
| 3r                       | Team Sunweb              | + 6' 02"                 |                          |
| 4t                       | AG2R La Mondiale         | + 11' 17"                |                          |
| 5è                       | Astana                   | + 15' 55"                |                          |
| 6è                       | Suïssa                   | + 17' 43"                |                          |
| 7è                       | UAE Team Emirates        | + 19' 05"                |                          |
| 8è                       | Bahrain-Merida           | + 21' 07"                |                          |
| 9è                       | Trek-Segafredo           | + 23' 12"                |                          |
| 10è                      | Katusha-Alpecin          | + 29' 52"                |                          |

| Classificació per equips | Classificació per equips | Classificació per equips | Classificació per equips |
| Equip                    | Equip                    | Temps                    |                          |
| ------------------------ | ------------------------ | ------------------------ | ------------------------ |
| 1r                       | Movistar Team            | 83h 32' 29"              |                          |
| 2n                       | Ineos                    | + 1' 47"                 |                          |
| 3r                       | Team Sunweb              | + 6' 02"                 |                          |
| 4t                       | AG2R La Mondiale         | + 11' 17"                |                          |
| 5è                       | Astana                   | + 15' 55"                |                          |
| 6è                       | Suïssa                   | + 17' 43"                |                          |
| 7è                       | UAE Team Emirates        | + 19' 05"                |                          |
| 8è                       | Bahrain-Merida           | + 21' 07"                |                          |
| 9è                       | Trek-Segafredo           | + 23' 12"                |                          |
| 10è                      | Katusha-Alpecin          | + 29' 52"                |                          |

## Evolució de les classificacions
| Etapa                  | Vencedor               | Classificació general | Classificació per punts | Classificació de la muntanya | Classificació dels joves | Classificació per equips |
| ---------------------- | ---------------------- | --------------------- | ----------------------- | ---------------------------- | ------------------------ | ------------------------ |
| 1                      | Rohan Dennis           | Rohan Dennis          | Rohan Dennis            | no entregat'                 | Søren Kragh Andersen     | Bora-Hansgrohe           |
| 2                      | Luis León Sánchez      | Kasper Asgreen        | Rohan Dennis            | Claudio Imhof                | Kasper Asgreen           | Team Sunweb              |
| 3                      | Peter Sagan            | Peter Sagan           | Peter Sagan             | Claudio Imhof                | Kasper Asgreen           | Team Sunweb              |
| 4                      | Elia Viviani           | Peter Sagan           | Peter Sagan             | Claudio Imhof                | Kasper Asgreen           | Team Sunweb              |
| 5                      | Elia Viviani           | Peter Sagan           | Peter Sagan             | Claudio Imhof                | Kasper Asgreen           | Team Sunweb              |
| 6                      | Antwan Tolhoek         | Egan Bernal           | Peter Sagan             | Claudio Imhof                | Egan Bernal              | UAE Team Emirates        |
| 7                      | Egan Bernal            | Egan Bernal           | Peter Sagan             | Egan Bernal                  | Egan Bernal              | Team Movistar            |
| 8                      | Yves Lampaert          | Egan Bernal           | Peter Sagan             | Egan Bernal                  | Egan Bernal              | Team Movistar            |
| 9                      | Hugh Carthy            | Egan Bernal           | Peter Sagan             | Hugh Carthy                  | Egan Bernal              | Team Movistar            |
| Classificacions finals | Classificacions finals | Egan Bernal           | Peter Sagan             | Hugh Carthy                  | Egan Bernal              | Team Movistar            |

## Llista de participants
| Deceuninck-Quick Step DQT | Deceuninck-Quick Step DQT             | Deceuninck-Quick Step DQT |
| ------------------------- | ------------------------------------- | ------------------------- |
| Núm                       | Ciclista                              | Pos                       |
| 1                         | Enric Mas Nicolau (ESP)               | 9è                        |
| 2                         | Kasper Asgreen (DEN)                  | 70è                       |
| 3                         | Dries Devenyns (BEL)                  | 36è                       |
| 4                         | Yves Lampaert (BEL)                   | DNF-9                     |
| 5                         | Michael Mørkøv (DEN)                  | 111è                      |
| 6                         | Maximiliano Richeze Araquistain (ARG) | 115è                      |
| 7                         | Elia Viviani (ITA)                    | 110è                      |

| Bora-Hansgrohe BOH | Bora-Hansgrohe BOH        | Bora-Hansgrohe BOH |
| ------------------ | ------------------------- | ------------------ |
| Núm                | Ciclista                  | Pos                |
| 11                 | Peter Sagan (SVK)         | 76è                |
| 12                 | Maciej Bodnar (POL)       | DNF-9              |
| 13                 | Marcus Burghardt (GER)    | NP-8               |
| 14                 | Patrick Konrad (AUT)      | 3r                 |
| 15                 | Daniel Oss (ITA)          | 84è                |
| 16                 | Lukas Pöstlberger (AUT)   | 77è                |
| 17                 | Andreas Schillinger (GER) | DNF-9              |

| Team Jumbo-Visma TJV | Team Jumbo-Visma TJV     | Team Jumbo-Visma TJV |
| -------------------- | ------------------------ | -------------------- |
| Núm                  | Ciclista                 | Pos                  |
| 21                   | Koen Bouwman (NED)       | 33è                  |
| 22                   | Floris De Tier (BEL)     | DNF-4                |
| 23                   | Bert-Jan Lindeman (NED)  | 109è                 |
| 24                   | Timo Roosen (NED)        | 106è                 |
| 25                   | Antwan Tolhoek (NED)     | 53è                  |
| 26                   | Taco van der Hoorn (NED) | 83è                  |
| 27                   | Danny van Poppel (NED)   | DNF-2                |

| Astana AST | Astana AST                  | Astana AST |
| ---------- | --------------------------- | ---------- |
| Núm        | Ciclista                    | Pos        |
| 31         | Omar Fraile Matarranz (ESP) | NP-6       |
| 32         | Jan Hirt (CZE)              | 5è         |
| 33         | Rodrigo Contreras (COL)     | 45è        |
| 34         | Luis León Sánchez Gil (ESP) | 32è        |
| 35         | Merhawi Kudus (ERI)         | 25è        |
| 36         | Yuriy Natarov (KAZ)         | 75è        |
| 37         | Andrei Zeits (KAZ)          | DNF-4      |

| Team Ineos INS | Team Ineos INS                     | Team Ineos INS |
| -------------- | ---------------------------------- | -------------- |
| Núm            | Ciclista                           | Pos            |
| 41             | Geraint Thomas (GBR)               | DNF-4          |
| 42             | Egan Bernal Gómez (COL)            | 1r             |
| 43             | Kenny Elissonde (FRA)              | 34è            |
| 44             | Owain Doull (GBR)                  | 85è            |
| 45             | Luke Rowe (GBR)                    | 114è           |
| 46             | Ben Swift (GBR)                    | 23è            |
| 47             | Jonathan Castroviejo Nicolás (ESP) | 15è            |

| UAE Team Emirates UAD | UAE Team Emirates UAD            | UAE Team Emirates UAD |
| --------------------- | -------------------------------- | --------------------- |
| Núm                   | Ciclista                         | Pos                   |
| 51                    | Rui Alberto Faria da Costa (POR) | 56è                   |
| 52                    | Sven Erik Bystrøm (NOR)          | 59è                   |
| 53                    | Fabio Aru (ITA)                  | 21è                   |
| 54                    | Sergio Henao Montoya (COL)       | 13è                   |
| 55                    | Alexander Kristoff (NOR)         | NP-8                  |
| 56                    | Tom Bohli (SUI)                  | NP-9                  |
| 57                    | Manuele Mori (ITA)               | 90è                   |

| Movistar Team MOV | Movistar Team MOV            | Movistar Team MOV |
| ----------------- | ---------------------------- | ----------------- |
| Núm               | Ciclista                     | Pos               |
| 61                | Marc Soler i Giménez (ESP)   | 12è               |
| 62                | Winner Anacona Gómez (COL)   | 37è               |
| 63                | Carlos Barbero Cuesta (ESP)  | 86è               |
| 64                | Lluís Mas Bonet (ESP)        | 28è               |
| 65                | Carlos Betancur Gómez (COL)  | 8è                |
| 66                | Héctor Carretero Milla (ESP) | 61è               |
| 67                | Jürgen Roelandts (BEL)       | 103è              |

| Mitchelton-Scott MTS | Mitchelton-Scott MTS      | Mitchelton-Scott MTS |
| -------------------- | ------------------------- | -------------------- |
| Núm                  | Ciclista                  | Pos                  |
| 71                   | Michael Albasini (SUI)    | 67è                  |
| 72                   | Robert Stannard (AUS)     | 73è                  |
| 73                   | Alexander Edmondson (AUS) | DNF-9                |
| 74                   | Tsgabu Grmay (ETH)        | 63è                  |
| 75                   | Michael Hepburn (AUS)     | NP-7                 |
| 76                   | Sam Bewley (NZL)          | 100è                 |
| 77                   | Matteo Trentin (ITA)      | 49è                  |

| Team Sunweb SUN | Team Sunweb SUN            | Team Sunweb SUN |
| --------------- | -------------------------- | --------------- |
| Núm             | Ciclista                   | Pos             |
| 81              | Marc Hirschi (SUI)         | 51è             |
| 82              | Nikias Arndt (GER)         | 79è             |
| 83              | Lennard Kämna (GER)        | 17è             |
| 84              | Wilco Kelderman (NED)      | 29è             |
| 85              | Søren Kragh Andersen (DEN) | 66è             |
| 86              | Michael Matthews (AUS)     | NP-9            |
| 87              | Nicolas Roche (IRL)        | 10è             |

| Groupama-FDJ GFC | Groupama-FDJ GFC       | Groupama-FDJ GFC |
| ---------------- | ---------------------- | ---------------- |
| Núm              | Ciclista               | Pos              |
| 91               | Stefan Küng (SUI)      | 60è              |
| 92               | Bruno Armirail (FRA)   | NP-2             |
| 93               | Kilian Frankiny (SUI)  | 18è              |
| 94               | Kevin Geniets (LUX)    | 52è              |
| 95               | Daniel Hoelgaard (NOR) | 108è             |
| 96               | Steve Morabito (SUI)   | 30è              |
| 97               | Benjamin Thomas (FRA)  | 95è              |

| Bahrain-Merida TBM | Bahrain-Merida TBM        | Bahrain-Merida TBM |
| ------------------ | ------------------------- | ------------------ |
| Núm                | Ciclista                  | Pos                |
| 101                | Rohan Dennis (AUS)        | 2n                 |
| 102                | Valerio Agnoli (ITA)      | DNF-9              |
| 103                | Andrea Garosio (ITA)      | 93è                |
| 104                | Iván García Cortina (ESP) | DNF-9              |
| 105                | Matej Mohorič (SLO)       | 62è                |
| 106                | Domenico Pozzovivo (ITA)  | 7è                 |
| 107                | Antonio Nibali (ITA)      | 107è               |

| Trek-Segafredo TFS | Trek-Segafredo TFS       | Trek-Segafredo TFS |
| ------------------ | ------------------------ | ------------------ |
| Núm                | Ciclista                 | Pos                |
| 111                | Gianluca Brambilla (ITA) | 46è                |
| 112                | Nicola Conci (ITA)       | 39è                |
| 113                | John Degenkolb (GER)     | 96è                |
| 114                | Michael Gogl (AUT)       | 88è                |
| 115                | Fabio Felline (ITA)      | 14è                |
| 116                | Kiel Reijnen (USA)       | DNF-7              |
| 117                | Jasper Stuyven (BEL)     | 40è                |

| AG2R La Mondiale ALM | AG2R La Mondiale ALM         | AG2R La Mondiale ALM |
| -------------------- | ---------------------------- | -------------------- |
| Núm                  | Ciclista                     | Pos                  |
| 121                  | Mathias Frank (SUI)          | 20è                  |
| 122                  | François Bidard (FRA)        | 43è                  |
| 123                  | Geoffrey Bouchard (FRA)      | 50è                  |
| 124                  | Aurélien Paret-Peintre (FRA) | 16è                  |
| 125                  | Lawrence Warbasse (USA)      | 72è                  |
| 126                  | Pierre Latour (FRA)          | DNF-9                |
| 127                  | Stijn Vandenbergh (BEL)      | 87è                  |

| EF Education First EF1 | EF Education First EF1 | EF Education First EF1 |
| ---------------------- | ---------------------- | ---------------------- |
| Núm                    | Ciclista               | Pos                    |
| 131                    | Hugh Carthy (GBR)      | 27è                    |
| 132                    | Lawson Craddock (USA)  | NP-9                   |
| 133                    | Daniel McLay (GBR)     | DNF-3                  |
| 134                    | Nathan Brown (USA)     | 55è                    |
| 135                    | Mitchell Docker (AUS)  | 97è                    |
| 136                    | Thomas Scully (NZL)    | NP-9                   |
| 137                    | Sep Vanmarcke (BEL)    | DNF-9                  |

| Lotto-Soudal LTS | Lotto-Soudal LTS         | Lotto-Soudal LTS |
| ---------------- | ------------------------ | ---------------- |
| Núm              | Ciclista                 | Pos              |
| 141              | Tiesj Benoot (BEL)       | 4t               |
| 142              | Stan Dewulf (BEL)        | 68è              |
| 143              | Adam Hansen (AUS)        | 74è              |
| 144              | Maxime Monfort (BEL)     | 24è              |
| 145              | Enzo Wouters (BEL)       | DNF-9            |
| 146              | Tosh Van der Sande (BEL) | DNF-9            |
| 147              | Jelle Vanendert (BEL)    | DNF-9            |

| CCC Team CCC | CCC Team CCC                   | CCC Team CCC |
| ------------ | ------------------------------ | ------------ |
| Núm          | Ciclista                       | Pos          |
| 151          | Greg Van Avermaet (BEL)        | 48è          |
| 152          | Patrick Bevin (NZL)            | 35è          |
| 153          | Simon Geschke (GER)            | 41è          |
| 154          | Szymon Sajnok (POL)            | 112è         |
| 155          | Michael Schär (SUI)            | 42è          |
| 156          | Guillaume Van Keirsbulck (BEL) | DNF-9        |
| 157          | Łukasz Wiśniowski (POL)        | 101è         |

| Katusha-Alpecin TKA | Katusha-Alpecin TKA    | Katusha-Alpecin TKA |
| ------------------- | ---------------------- | ------------------- |
| Núm                 | Ciclista               | Pos                 |
| 161                 | Simon Špilak (SLO)     | 6è                  |
| 162                 | Enrico Battaglin (ITA) | 58è                 |
| 163                 | Matteo Fabbro (ITA)    | 26è                 |
| 164                 | Nathan Haas (AUS)      | 69è                 |
| 165                 | Reto Hollenstein (SUI) | 99è                 |
| 166                 | Willie Smit (RSA)      | 82è                 |
| 167                 | Rick Zabel (GER)       | 102è                |

| Dimension Data TDD | Dimension Data TDD                | Dimension Data TDD |
| ------------------ | --------------------------------- | ------------------ |
| Núm                | Ciclista                          | Pos                |
| 171                | Roman Kreuziger (CZE)             | 22è                |
| 172                | Michael Valgren Andersen (DEN)    | 65è                |
| 173                | Reinardt Janse van Rensburg (RSA) | 94è                |
| 174                | Benjamin King (USA)               | 47è                |
| 175                | Jay Robert Thomson (RSA)          | 113è               |
| 176                | Gino Mäder (SUI)                  | 31è                |
| 177                | Tom-Jelte Slagter (NED)           | 71è                |

| Total Direct Énergie TDE | Total Direct Énergie TDE | Total Direct Énergie TDE |
| ------------------------ | ------------------------ | ------------------------ |
| Núm                      | Ciclista                 | Pos                      |
| 181                      | Lilian Calmejane (FRA)   | 64è                      |
| 182                      | Thomas Boudat (FRA)      | 98è                      |
| 183                      | Jérôme Cousin (FRA)      | 104è                     |
| 184                      | Fabien Grellier (FRA)    | DNF-9                    |
| 185                      | Pim Ligthart (NED)       | 78è                      |
| 186                      | Paul Ourselin (FRA)      | 57è                      |
| 187                      | Romain Sicard (FRA)      | 19è                      |

| Rally UHC Cycling RLY | Rally UHC Cycling RLY | Rally UHC Cycling RLY |
| --------------------- | --------------------- | --------------------- |
| Núm                   | Ciclista              | Pos                   |
| 191                   | Brandon McNulty (USA) | DNF-9                 |
| 192                   | Robin Carpenter (USA) | DNF-9                 |
| 193                   | Colin Joyce (USA)     | 91è                   |
| 194                   | Gavin Mannion (USA)   | 89è                   |
| 195                   | Ryan Anderson (CAN)   | DNF-9                 |
| 196                   | Rob Britton (CAN)     | 81è                   |
| 197                   | Svein Tuft (CAN)      | DNF-9                 |

| Suïssa SUI | Suïssa SUI        | Suïssa SUI |
| ---------- | ----------------- | ---------- |
| Núm        | Ciclista          | Pos        |
| 201        | Matteo Badilatti  | 38è        |
| 202        | Gian Friesecke    | 80è        |
| 203        | Claudio Imhof     | 105è       |
| 204        | Fabian Lienhard   | 92è        |
| 205        | Roland Thalmann   | 44è        |
| 206        | Simon Pellaud     | 54è        |
| 207        | Patrick Schelling | 11è        |

| Deceuninck-Quick Step DQT | Deceuninck-Quick Step DQT             | Deceuninck-Quick Step DQT |
| ------------------------- | ------------------------------------- | ------------------------- |
| Núm                       | Ciclista                              | Pos                       |
| 1                         | Enric Mas Nicolau (ESP)               | 9è                        |
| 2                         | Kasper Asgreen (DEN)                  | 70è                       |
| 3                         | Dries Devenyns (BEL)                  | 36è                       |
| 4                         | Yves Lampaert (BEL)                   | DNF-9                     |
| 5                         | Michael Mørkøv (DEN)                  | 111è                      |
| 6                         | Maximiliano Richeze Araquistain (ARG) | 115è                      |
| 7                         | Elia Viviani (ITA)                    | 110è                      |

| Bora-Hansgrohe BOH | Bora-Hansgrohe BOH        | Bora-Hansgrohe BOH |
| ------------------ | ------------------------- | ------------------ |
| Núm                | Ciclista                  | Pos                |
| 11                 | Peter Sagan (SVK)         | 76è                |
| 12                 | Maciej Bodnar (POL)       | DNF-9              |
| 13                 | Marcus Burghardt (GER)    | NP-8               |
| 14                 | Patrick Konrad (AUT)      | 3r                 |
| 15                 | Daniel Oss (ITA)          | 84è                |
| 16                 | Lukas Pöstlberger (AUT)   | 77è                |
| 17                 | Andreas Schillinger (GER) | DNF-9              |

| Team Jumbo-Visma TJV | Team Jumbo-Visma TJV     | Team Jumbo-Visma TJV |
| -------------------- | ------------------------ | -------------------- |
| Núm                  | Ciclista                 | Pos                  |
| 21                   | Koen Bouwman (NED)       | 33è                  |
| 22                   | Floris De Tier (BEL)     | DNF-4                |
| 23                   | Bert-Jan Lindeman (NED)  | 109è                 |
| 24                   | Timo Roosen (NED)        | 106è                 |
| 25                   | Antwan Tolhoek (NED)     | 53è                  |
| 26                   | Taco van der Hoorn (NED) | 83è                  |
| 27                   | Danny van Poppel (NED)   | DNF-2                |

| Astana AST | Astana AST                  | Astana AST |
| ---------- | --------------------------- | ---------- |
| Núm        | Ciclista                    | Pos        |
| 31         | Omar Fraile Matarranz (ESP) | NP-6       |
| 32         | Jan Hirt (CZE)              | 5è         |
| 33         | Rodrigo Contreras (COL)     | 45è        |
| 34         | Luis León Sánchez Gil (ESP) | 32è        |
| 35         | Merhawi Kudus (ERI)         | 25è        |
| 36         | Yuriy Natarov (KAZ)         | 75è        |
| 37         | Andrei Zeits (KAZ)          | DNF-4      |

| Team Ineos INS | Team Ineos INS                     | Team Ineos INS |
| -------------- | ---------------------------------- | -------------- |
| Núm            | Ciclista                           | Pos            |
| 41             | Geraint Thomas (GBR)               | DNF-4          |
| 42             | Egan Bernal Gómez (COL)            | 1r             |
| 43             | Kenny Elissonde (FRA)              | 34è            |
| 44             | Owain Doull (GBR)                  | 85è            |
| 45             | Luke Rowe (GBR)                    | 114è           |
| 46             | Ben Swift (GBR)                    | 23è            |
| 47             | Jonathan Castroviejo Nicolás (ESP) | 15è            |

| UAE Team Emirates UAD | UAE Team Emirates UAD            | UAE Team Emirates UAD |
| --------------------- | -------------------------------- | --------------------- |
| Núm                   | Ciclista                         | Pos                   |
| 51                    | Rui Alberto Faria da Costa (POR) | 56è                   |
| 52                    | Sven Erik Bystrøm (NOR)          | 59è                   |
| 53                    | Fabio Aru (ITA)                  | 21è                   |
| 54                    | Sergio Henao Montoya (COL)       | 13è                   |
| 55                    | Alexander Kristoff (NOR)         | NP-8                  |
| 56                    | Tom Bohli (SUI)                  | NP-9                  |
| 57                    | Manuele Mori (ITA)               | 90è                   |

| Movistar Team MOV | Movistar Team MOV            | Movistar Team MOV |
| ----------------- | ---------------------------- | ----------------- |
| Núm               | Ciclista                     | Pos               |
| 61                | Marc Soler i Giménez (ESP)   | 12è               |
| 62                | Winner Anacona Gómez (COL)   | 37è               |
| 63                | Carlos Barbero Cuesta (ESP)  | 86è               |
| 64                | Lluís Mas Bonet (ESP)        | 28è               |
| 65                | Carlos Betancur Gómez (COL)  | 8è                |
| 66                | Héctor Carretero Milla (ESP) | 61è               |
| 67                | Jürgen Roelandts (BEL)       | 103è              |

| Mitchelton-Scott MTS | Mitchelton-Scott MTS      | Mitchelton-Scott MTS |
| -------------------- | ------------------------- | -------------------- |
| Núm                  | Ciclista                  | Pos                  |
| 71                   | Michael Albasini (SUI)    | 67è                  |
| 72                   | Robert Stannard (AUS)     | 73è                  |
| 73                   | Alexander Edmondson (AUS) | DNF-9                |
| 74                   | Tsgabu Grmay (ETH)        | 63è                  |
| 75                   | Michael Hepburn (AUS)     | NP-7                 |
| 76                   | Sam Bewley (NZL)          | 100è                 |
| 77                   | Matteo Trentin (ITA)      | 49è                  |

| Team Sunweb SUN | Team Sunweb SUN            | Team Sunweb SUN |
| --------------- | -------------------------- | --------------- |
| Núm             | Ciclista                   | Pos             |
| 81              | Marc Hirschi (SUI)         | 51è             |
| 82              | Nikias Arndt (GER)         | 79è             |
| 83              | Lennard Kämna (GER)        | 17è             |
| 84              | Wilco Kelderman (NED)      | 29è             |
| 85              | Søren Kragh Andersen (DEN) | 66è             |
| 86              | Michael Matthews (AUS)     | NP-9            |
| 87              | Nicolas Roche (IRL)        | 10è             |

| Groupama-FDJ GFC | Groupama-FDJ GFC       | Groupama-FDJ GFC |
| ---------------- | ---------------------- | ---------------- |
| Núm              | Ciclista               | Pos              |
| 91               | Stefan Küng (SUI)      | 60è              |
| 92               | Bruno Armirail (FRA)   | NP-2             |
| 93               | Kilian Frankiny (SUI)  | 18è              |
| 94               | Kevin Geniets (LUX)    | 52è              |
| 95               | Daniel Hoelgaard (NOR) | 108è             |
| 96               | Steve Morabito (SUI)   | 30è              |
| 97               | Benjamin Thomas (FRA)  | 95è              |

| Bahrain-Merida TBM | Bahrain-Merida TBM        | Bahrain-Merida TBM |
| ------------------ | ------------------------- | ------------------ |
| Núm                | Ciclista                  | Pos                |
| 101                | Rohan Dennis (AUS)        | 2n                 |
| 102                | Valerio Agnoli (ITA)      | DNF-9              |
| 103                | Andrea Garosio (ITA)      | 93è                |
| 104                | Iván García Cortina (ESP) | DNF-9              |
| 105                | Matej Mohorič (SLO)       | 62è                |
| 106                | Domenico Pozzovivo (ITA)  | 7è                 |
| 107                | Antonio Nibali (ITA)      | 107è               |

| Trek-Segafredo TFS | Trek-Segafredo TFS       | Trek-Segafredo TFS |
| ------------------ | ------------------------ | ------------------ |
| Núm                | Ciclista                 | Pos                |
| 111                | Gianluca Brambilla (ITA) | 46è                |
| 112                | Nicola Conci (ITA)       | 39è                |
| 113                | John Degenkolb (GER)     | 96è                |
| 114                | Michael Gogl (AUT)       | 88è                |
| 115                | Fabio Felline (ITA)      | 14è                |
| 116                | Kiel Reijnen (USA)       | DNF-7              |
| 117                | Jasper Stuyven (BEL)     | 40è                |

| AG2R La Mondiale ALM | AG2R La Mondiale ALM         | AG2R La Mondiale ALM |
| -------------------- | ---------------------------- | -------------------- |
| Núm                  | Ciclista                     | Pos                  |
| 121                  | Mathias Frank (SUI)          | 20è                  |
| 122                  | François Bidard (FRA)        | 43è                  |
| 123                  | Geoffrey Bouchard (FRA)      | 50è                  |
| 124                  | Aurélien Paret-Peintre (FRA) | 16è                  |
| 125                  | Lawrence Warbasse (USA)      | 72è                  |
| 126                  | Pierre Latour (FRA)          | DNF-9                |
| 127                  | Stijn Vandenbergh (BEL)      | 87è                  |

| EF Education First EF1 | EF Education First EF1 | EF Education First EF1 |
| ---------------------- | ---------------------- | ---------------------- |
| Núm                    | Ciclista               | Pos                    |
| 131                    | Hugh Carthy (GBR)      | 27è                    |
| 132                    | Lawson Craddock (USA)  | NP-9                   |
| 133                    | Daniel McLay (GBR)     | DNF-3                  |
| 134                    | Nathan Brown (USA)     | 55è                    |
| 135                    | Mitchell Docker (AUS)  | 97è                    |
| 136                    | Thomas Scully (NZL)    | NP-9                   |
| 137                    | Sep Vanmarcke (BEL)    | DNF-9                  |

| Lotto-Soudal LTS | Lotto-Soudal LTS         | Lotto-Soudal LTS |
| ---------------- | ------------------------ | ---------------- |
| Núm              | Ciclista                 | Pos              |
| 141              | Tiesj Benoot (BEL)       | 4t               |
| 142              | Stan Dewulf (BEL)        | 68è              |
| 143              | Adam Hansen (AUS)        | 74è              |
| 144              | Maxime Monfort (BEL)     | 24è              |
| 145              | Enzo Wouters (BEL)       | DNF-9            |
| 146              | Tosh Van der Sande (BEL) | DNF-9            |
| 147              | Jelle Vanendert (BEL)    | DNF-9            |

| CCC Team CCC | CCC Team CCC                   | CCC Team CCC |
| ------------ | ------------------------------ | ------------ |
| Núm          | Ciclista                       | Pos          |
| 151          | Greg Van Avermaet (BEL)        | 48è          |
| 152          | Patrick Bevin (NZL)            | 35è          |
| 153          | Simon Geschke (GER)            | 41è          |
| 154          | Szymon Sajnok (POL)            | 112è         |
| 155          | Michael Schär (SUI)            | 42è          |
| 156          | Guillaume Van Keirsbulck (BEL) | DNF-9        |
| 157          | Łukasz Wiśniowski (POL)        | 101è         |

| Katusha-Alpecin TKA | Katusha-Alpecin TKA    | Katusha-Alpecin TKA |
| ------------------- | ---------------------- | ------------------- |
| Núm                 | Ciclista               | Pos                 |
| 161                 | Simon Špilak (SLO)     | 6è                  |
| 162                 | Enrico Battaglin (ITA) | 58è                 |
| 163                 | Matteo Fabbro (ITA)    | 26è                 |
| 164                 | Nathan Haas (AUS)      | 69è                 |
| 165                 | Reto Hollenstein (SUI) | 99è                 |
| 166                 | Willie Smit (RSA)      | 82è                 |
| 167                 | Rick Zabel (GER)       | 102è                |

| Dimension Data TDD | Dimension Data TDD                | Dimension Data TDD |
| ------------------ | --------------------------------- | ------------------ |
| Núm                | Ciclista                          | Pos                |
| 171                | Roman Kreuziger (CZE)             | 22è                |
| 172                | Michael Valgren Andersen (DEN)    | 65è                |
| 173                | Reinardt Janse van Rensburg (RSA) | 94è                |
| 174                | Benjamin King (USA)               | 47è                |
| 175                | Jay Robert Thomson (RSA)          | 113è               |
| 176                | Gino Mäder (SUI)                  | 31è                |
| 177                | Tom-Jelte Slagter (NED)           | 71è                |

| Total Direct Énergie TDE | Total Direct Énergie TDE | Total Direct Énergie TDE |
| ------------------------ | ------------------------ | ------------------------ |
| Núm                      | Ciclista                 | Pos                      |
| 181                      | Lilian Calmejane (FRA)   | 64è                      |
| 182                      | Thomas Boudat (FRA)      | 98è                      |
| 183                      | Jérôme Cousin (FRA)      | 104è                     |
| 184                      | Fabien Grellier (FRA)    | DNF-9                    |
| 185                      | Pim Ligthart (NED)       | 78è                      |
| 186                      | Paul Ourselin (FRA)      | 57è                      |
| 187                      | Romain Sicard (FRA)      | 19è                      |

| Rally UHC Cycling RLY | Rally UHC Cycling RLY | Rally UHC Cycling RLY |
| --------------------- | --------------------- | --------------------- |
| Núm                   | Ciclista              | Pos                   |
| 191                   | Brandon McNulty (USA) | DNF-9                 |
| 192                   | Robin Carpenter (USA) | DNF-9                 |
| 193                   | Colin Joyce (USA)     | 91è                   |
| 194                   | Gavin Mannion (USA)   | 89è                   |
| 195                   | Ryan Anderson (CAN)   | DNF-9                 |
| 196                   | Rob Britton (CAN)     | 81è                   |
| 197                   | Svein Tuft (CAN)      | DNF-9                 |

| Suïssa SUI | Suïssa SUI        | Suïssa SUI |
| ---------- | ----------------- | ---------- |
| Núm        | Ciclista          | Pos        |
| 201        | Matteo Badilatti  | 38è        |
| 202        | Gian Friesecke    | 80è        |
| 203        | Claudio Imhof     | 105è       |
| 204        | Fabian Lienhard   | 92è        |
| 205        | Roland Thalmann   | 44è        |
| 206        | Simon Pellaud     | 54è        |
| 207        | Patrick Schelling | 11è        |